# Xinca
Le xinca est une langue amérindienne isolée parlée dans le Sud-Est du Guatemala, par les Xincas.
La langue est éteinte depuis la fin du XXe siècle.

## Répartition géographique
La langue était parlée dans le département de Santa Rosa, dans le Sud-Est du Guatemala. En 1972, Campbell identifiait encore une centaine de locuteurs dans la localité de Guazacapan et un seul à Chiquimulilla. Le territoire où le xinca était parlé était autrefois plus étendu, comprenant d'autres localités. À Yupiltepeque, le dialecte était assez différent de celui de Guazacapan. Le xinca était aussi la langue de Sinacantan, Taxisco, Santa Maria Ixhuatan et San Juan Tecuaco.

## Classification
Le xinca est considéré comme une langue isolée.